# Lohner E
Il Lohner E fu un idrovolante da ricognizione monomotore, biposto e biplano, sviluppato dall'azienda aeronautica austro-ungarica Lohner negli anni dieci del XX secolo ed impiegato dai reparti aerei della k.u.k. Kriegsmarine, la marina militare austro-ungarica, durante la prima guerra mondiale.

## Storia del progetto
Nell'ambito del continuo sviluppo ed adeguamento dei mezzi aerei impiegati durante il primo conflitto mondiale, la Lohner decise di avviare lo sviluppo di un nuovo modello di idrovolante destinato alle missioni di ricognizione aerea.
Il progetto ricalcava l'impostazione dei modelli di idrovolante già prodotti dall'azienda, che riproponeva quella tipica dei pari ruolo sviluppati nel periodo: scafo in legno con unico abitacolo biposto aperto, velatura biplano-sesquiplana con piani alari rivestiti in tela trattata e verniciata e unico propulsore, in questo caso in configurazione spingente, posizionato centralmente su una struttura di tubi metallici posta tra le due ali.
L'azienda mise in produzione il modello con la designazione Lonher E nel 1913, costruendone circa 40 esemplari prima di interromperne il ciclo produttivo in favore del Lohner L, equipaggiato con motorizzazione dalla maggiore potenza ed in grado di esprimere prestazioni migliori, tali da poter essere dotato di armamento.
In seguito alcuni esemplari vennero modificati dotandoli di doppi comandi al fine di essere utilizzati come idroaddestratori, i quali dopo le modifiche vennero identificati come Lonher S.

## Impiego operativo
Il Lonher E fu introdotto nei reparti aerei della k.u.k. Kriegsmarine operando come ricognitore aereo a supporto delle operazioni di terra dell'Imperial regio Esercito nell'ambito della Campagna di Serbia.
Dopo la decisione del Regno d'Italia di schierarsi dal 24 maggio 1915 al fianco dell'Intesa nella prima guerra mondiale, i reparti schierati sulle stazioni navali della costa orientale del mare Adriatico, da Trieste alla Dalmazia, operarono per contrastare eventuali incursioni da parte della Regia Marina.

## Utilizzatori
Austria-Ungheria
- k.u.k. Kriegsmarine

### Pubblicazioni
- Gianfranco Garello, L'idroaviazione italiana nella Grande Guerra, in Storia Militare, N.198 - Anno XVIII, Parma, Albertelli Edizioni Speciali, ISSN 1122-5289 (WC · ACNP).